# Ёсида, Хироси (футболист)
Хироси Ёсида (яп. 吉田 弘; род. 11 февраля 1958, Сидзуока) — японский футболист и тренер. Выступал за сборную Японии.

## Клубная карьера
В 1980 году после окончания университета Хосэй Ёсида стал игроком «ДЖЕФ Юнайтед Итихара Тиба» (ранее — «Фурукава Электрик»). В 1981 году, несмотря на то, что клуб занял только пятое место в чемпионате, он забил 14 мячей и стал лучшим бомбардиром. В сезоне 1985/86 «Фурукава Электрик» становится чемпионом страны, а Ёсида — вновь лучшим бомбардиром и футболистом года в Японии. А в 1987 году клуб выиграл Азиатский Кубок Чемпионов, став первой японской командой, выигравшей этот турнир. В 1990 году Ёсида завершил игровую карьеру.

## Выступления в сборной
8 февраля 1981 года Ёсида дебютировал за сборную Японии в матче против Малайзии. Он принимал участие в Азиатских играх 1982 года. Всего за сборную он провел 9 игр и забил 1 гол в ворота Сингапура, завершив выступления в 1983 году.

## Тренерская карьера
После окончания игровой карьеры Ёсида начал тренерскую карьеру в «Симидзу С-Палс». С 2000-х годов он в основном тренировал женскую команду. В 2007 году он стал главным тренером женской юношеской сборной Японии (до 17 лет). 3 раза (2008, 2010 и 2012) его команда выступала на юношеских чемпионатах мира (до 17 лет), а в 2010 завоевала серебряные медали. В 2011 году Ёсида стал главным тренером женской молодежной сборной Японии (до 20 лет). Он руководил командой на молодежном чемпионате мира 2012 (до 20 лет), где Япония заняла 3-е место. В 2014 году он подписал контракт с Chifure AS Elfen Saitama и руководил клубом в сезоне 2015 года.

## Клубная статистика
| Выступления за клуб | Выступления за клуб       | Выступления за клуб | Лига | Лига | Кубок            | Кубок            | Кубок лиги | Кубок лиги | Итого | Итого |
| Сезон               | Клуб                      | Лига                | Игры | Голы | Игры             | Голы             | Игры       | Голы       | Игры  | Голы  |
| Япония              | Япония                    | Япония              | Лига | Лига | Кубок Императора | Кубок Императора | Кубок JSL  | Кубок JSL  | Итого | Итого |
| ------------------- | ------------------------- | ------------------- | ---- | ---- | ---------------- | ---------------- | ---------- | ---------- | ----- | ----- |
| 1980                | ДЖЕФ Юнайтед Итихара Тиба | JSL D1              | 13   | 2    |                  |                  |            |            |       |       |
| 1981                | ДЖЕФ Юнайтед Итихара Тиба | JSL D1              | 18   | 14   |                  |                  |            |            |       |       |
| 1982                | ДЖЕФ Юнайтед Итихара Тиба | JSL D1              | 18   | 7    |                  |                  |            |            |       |       |
| 1983                | ДЖЕФ Юнайтед Итихара Тиба | JSL D1              | 17   | 1    |                  |                  |            |            |       |       |
| 1984                | ДЖЕФ Юнайтед Итихара Тиба | JSL D1              | 14   | 3    |                  |                  |            |            |       |       |
| 1985/86             | ДЖЕФ Юнайтед Итихара Тиба | JSL D1              | 22   | 16   |                  |                  |            |            |       |       |
| 1986/87             | ДЖЕФ Юнайтед Итихара Тиба | JSL D1              | 20   | 11   |                  |                  |            |            |       |       |
| 1987/88             | ДЖЕФ Юнайтед Итихара Тиба | JSL D1              | 17   | 3    |                  |                  |            |            |       |       |
| 1988/89             | ДЖЕФ Юнайтед Итихара Тиба | JSL D1              | 22   | 2    |                  |                  |            |            |       |       |
| 1989/90             | ДЖЕФ Юнайтед Итихара Тиба | JSL D1              | 19   | 1    |                  |                  | 2          | 0          | 21    | 1     |
| Итого               | Итого                     | Итого               | 180  | 60   | 0                | 0                | 2          | 0          | 182   | 60    |

## Статистика в сборной
| Сборная Японии | Сборная Японии | Сборная Японии |
| Год            | Игры           | Голы           |
| -------------- | -------------- | -------------- |
| 1981           | 6              | 1              |
| 1982           | 1              | 0              |
| 1983           | 2              | 0              |
| Итого          | 9              | 1              |

## Достижения

### Личные достижения
- Лучший бомбардир чемпионата Японии — 1981, 1985/86
- Футболист года в Японии — 1985

### Тренерские достижения
- Женский чемпионат АФК (до 16 лет) - 2011[англ.]
- Женский чемпионат АФК (до 19 лет) - 2011[англ.]